# Araneus transversivittiger
Araneus transversivittiger là một loài nhện trong họ Araneidae.
Loài này thuộc chi Araneus. Araneus transversivittiger được Embrik Strand miêu tả năm 1907.